# Ižakovci
Ižakovci so naselje v Občini Beltinci.

## Izvor krajevnega imena
Krajevno ime je izpeljano iz svetopisemskega imena Izak (v Prekmurju Ižak), ki se ohranja kot priimek. Ižakovci so torej prvotno 'prebivalci Izakovega naselja'. V starih listinah se kraj omenja: 1322 Isakouc in Isacouch, 1381Isakolch in 1428 Isakowlch. V lokalnem govoru prekmurščine se imenujejo Ižekovci.
V madžarskih virih so se imenovali najprej Izsakóc. V času madžarizacije so jih preimenovali v Murasziget, ki nima povezave z izvirnim slovanskim imenom.

## Prireditve
- Leta 1946 Borovo gostüvanje.